# BF 모형
이론물리학에서 BF 모형(BF模型, 영어: BF model)은 시바르츠형 위상 양자장론의 간단한 예이다. 게이지 이론의 매우 간단한 형태이다.

## 정의
{\displaystyle M}이 {\displaystyle d}차원 매끄러운 다양체이고, 그 위에 올이 리 군 {\displaystyle G}인 주다발 {\displaystyle P\twoheadrightarrow M}이 주어졌다고 하자. 또한, {\displaystyle G}의 리 대수 {\displaystyle {\mathfrak {g}}} 위에 비퇴화 쌍선형 형식 {\displaystyle K\colon {\mathfrak {g}}\times {\mathfrak {g}}\to \mathbb {R} }이 존재한다고 하자. (보통 킬링 형식의 스칼라배를 사용한다.)
BF 모형은 다음과 같은 두 장으로 구성되는 양자장론이다.
- {\displaystyle A}는 {\displaystyle P}의 주접속이다. 즉, 게이지 보손에 해당한다.
- {\displaystyle B\in \Omega ^{d-2}(M;{\mathfrak {g}})}는 {\displaystyle M} 위에 정의된, 리 대수 {\displaystyle {\mathfrak {g}}}에 값을 갖는 {\displaystyle (d-2)}차 미분 형식이다.

두 장 모두 게이지 대칭을 가진다.
{\displaystyle A\mapsto A+\mathrm {d} \alpha +[A,\alpha ]}
{\displaystyle B\mapsto B+[B,\alpha ]+\mathrm {d} \Lambda +[A,\Lambda ]}
여기서 {\displaystyle \alpha \in \Omega ^{1}(M;{\mathfrak {g}})}이며, {\displaystyle \Lambda \in \Omega ^{d-3}(M;{\mathfrak {g}})}이다. 즉, {\displaystyle B}는 미분 형식 전기역학에서의 퍼텐셜과 유사한 게이지 대칭을 가진다.
BF 모형의 작용은 다음과 같다.
{\displaystyle S=\int _{M}K(B\wedge F)}
여기서 {\displaystyle F=d_{A}A}는 {\displaystyle A}의 곡률 (장세기)이다.
만약 {\displaystyle d=3,4}일 경우, 특별히 다음과 같은 “우주 상수” {\displaystyle \lambda } 항을 추가할 수 있다.
{\displaystyle S=\int _{M}K(B\wedge F+\lambda B\wedge B)\qquad (d=4)}
{\displaystyle S=\int _{M}K(B\wedge F+\lambda B\wedge B\wedge B)\qquad (d=3)}

## 성질

### 장방정식
우주 상수 항이 없을 때, BF 작용의 오일러-라그랑주 방정식은 다음과 같다.
- {\displaystyle F=0}
- {\displaystyle d_{A}B=0}

따라서, 고전적으로 {\displaystyle A}는 평탄 주접속이고, {\displaystyle B}는 닫힌 미분 형식이다.
우주 상수 항을 추가하면, {\displaystyle d=4}에서 오일러-라그랑주 방정식은 대신 다음과 같다.
{\displaystyle F+2\lambda B=0}
{\displaystyle d_{A}B=0}

### 양자화
편의상, 시공간
{\displaystyle M=\mathbb {R} \times \Sigma }
{\displaystyle \dim \Sigma =d-1}
을 생각하자. 그렇다면, {\displaystyle M}은 {\displaystyle \Sigma }와 호모토피 동치이므로, 사실 {\displaystyle \Sigma } 위에 {\displaystyle G}-주다발 {\displaystyle P\twoheadrightarrow \Sigma }이 주어졌다고 가정할 수 있다.
이 위에서 BF 모형의 양자화를 생각하자. 이 경우, 위상 공간 {\displaystyle {\mathcal {M}}_{\Sigma }}은 다음과 같다.
{\displaystyle {\mathcal {M}}_{\Sigma }=\mathrm {T} ^{*}{\mathcal {A}}_{\Sigma }^{\text{flat}}}
여기서
- {\displaystyle {\mathcal {A}}_{\Sigma }^{\text{flat}}}는 {\displaystyle P\twoheadrightarrow \Sigma }의 평탄 주접속들의 공간이다.

이 경우, 주접속 {\displaystyle A_{\mu }^{a}}에 대응하는 일반화 운동량은 {\displaystyle B_{\mu _{1}\dotsb \mu _{d-2}}^{a}}이다. 즉, 정준 교환 관계는 다음과 같다.
{\displaystyle \{B_{\mu _{1}\dotso \mu _{d-2}}^{a}(x),A_{b\mu _{d-1}}(y)\}=\delta _{b}^{a}\operatorname {vol} _{\mu _{1}\dotso \mu _{d-1}}^{\Sigma }\delta (x,y)}
여기서
- {\displaystyle \operatorname {vol} _{\mu _{1}\dotso \mu _{d-1}}^{\Sigma }}는 {\displaystyle \Sigma }의 부피 형식이다.

따라서, 그 힐베르트 공간은 단순히
{\displaystyle {\mathcal {H}}=\operatorname {L} ^{2}({\mathcal {A}}_{\Sigma }^{\text{flat}})}
이다.
천-사이먼스 이론과 비교했을 때, 천-사이먼스 이론의 경우 3차원에서 {\displaystyle \Sigma }가 리만 곡면의 구조를 가지므로, {\displaystyle {\mathcal {A}}_{\Sigma }^{\text{flat}}}는 이미 켈러 다양체의 구조를 가지며, {\displaystyle {\mathcal {A}}_{\Sigma }^{\text{flat}}} 자체가 위상 공간이며, {\displaystyle A}는 스스로의 일반화 운동량이 된다. 그러나 BF 이론에서는 {\displaystyle {\mathcal {A}}_{\Sigma }^{\text{flat}}}는 위상 공간이 아니라 배위 공간이다.

### 우주 상수 항이 있는 경우의 양자화
우주 상수 항이 있을 경우, 양자화는 다음과 같이 달라진다. 우선, 더 이상 {\displaystyle F=0}이 아니게 된다. 우선, (평탄하거나 평탄하지 않을 수 있는) 주접속의 (무한 차원) 공간을 {\displaystyle {\mathcal {A}}_{\Sigma }}라고 하자. 그렇다면, 위상 공간은 {\displaystyle \mathrm {T} ^{*}{\mathcal {A}}_{\Sigma }} 속에서,
{\displaystyle F+2\lambda B=0}
을 만족시키는 점들의 공간이다. 즉, 파동 함수는 {\displaystyle G}에 대한 게이지 변환에 대하여 불변인, {\displaystyle {\mathcal {A}}_{\Sigma }} 위의 함수 {\displaystyle \psi } 가운데,
{\displaystyle 0=\left(F_{\mu \nu }^{a}-2\mathrm {i} \lambda \operatorname {vol} _{\mu \nu \rho }^{\Sigma }{\frac {\delta }{\delta A_{\rho a}}}\right)\psi }
을 만족시키는 것이다. 만약 {\displaystyle \Sigma } 위의 {\displaystyle G}-주다발이 (위상수학적으로) 자명한 올다발이라면, 이 편미분 방정식은 하나의 일차 독립 해를 가지며, 이는 구체적으로
{\displaystyle \psi (A)=\exp \left(-\mathrm {i} S_{\text{CS}}(A)/4\lambda \right)}
이다. 여기서
{\displaystyle S_{\text{CS}}(A)=\int _{\Sigma }\operatorname {tr} \left(A\wedge \mathrm {d} A+{\frac {2}{3}}A\wedge A\wedge A\right)}
는 {\displaystyle \Sigma } 위의 천-사이먼스 이론의 작용(천-사이먼스 형식)이다. 이는
{\displaystyle {\frac {\delta S_{\text{CS}}}{\delta A_{\rho a}}}=\operatorname {vol} _{\Sigma }^{\mu \nu \rho }F_{\mu \nu }^{a}}
이기 때문이다.

## 성질

### 양-밀스 이론과의 관계
BF 모형은 부피가 0인 다양체 위의 양-밀스 이론으로 생각할 수 있다.
양-밀스 이론의 작용은
{\displaystyle S_{\text{YM}}=\int _{M}{\frac {1}{g^{2}}}K(F\wedge *F)}
이다. 여기서 {\displaystyle g^{2}}는 결합 상수이고, {\displaystyle *}는 호지 쌍대이다. 여기에 보조장 {\displaystyle B}를 도입하자. 그렇다면, 양-밀스 이론은 다음과 같이 동등하게 나타낼 수 있다.
{\displaystyle S_{\text{YM}}'=\int _{M}(K(B\wedge F)+{\frac {1}{2}}g^{2}K(B\wedge *B))}
이제, 결합 상수를 0으로 보내자.
{\displaystyle g^{2}\to 0}
그렇다면
{\displaystyle \lim _{g^{2}\to 0}S_{\text{YM}}'=\int _{M}K(B\wedge F)=S_{BF}}
가 되어, BF 모형이 됨을 알 수 있다.
호지 쌍대 {\displaystyle *}를 대신 부피 형식 {\displaystyle \omega }와 내적
{\displaystyle \langle X,Y\rangle \omega =K(X\wedge *Y)}
로 쓰자. 그렇다면
{\displaystyle S_{\text{YM}}'=\int _{M}(K(B\wedge F)+{\frac {1}{2}}g^{2}\omega \langle B,B\rangle )}
이 된다. 이는
{\displaystyle \omega '=g^{2}\omega }
에만 의존하게 된다. 이는 다양체 {\displaystyle M}의 "부피"
{\displaystyle \operatorname {vol} (M)=\int _{M}\omega '=\int _{M}g^{2}\omega }
로 생각할 수 있다. 그렇다면 BF 모형의 극한은 {\displaystyle \omega '}로 측정한 부피가 0으로 가는 극한으로 생각할 수 있다.

### 초대칭 BF 모형
BF 모형에 초대칭을 추가하여 초대칭 BF 모형(영어: supersymmetric BF model)을 정의할 수 있다. 이는 더 이상 시바르츠형 위상 양자장론이 아니며, 대신 위튼형 위상 양자장론이다. 이 경우, 장들은 다음과 같다. 모든 장은 {\displaystyle G}의 딸림표현을 따른다.
- 게이지 초장 {\displaystyle (A,\psi )}. 여기서 {\displaystyle A}는 U(1) 게이지 보손이며, {\displaystyle \psi }는 벡터 페르미온이다. 이 경우 {\displaystyle QA=\psi }이다.
- 라그랑주 승수 초장 {\displaystyle (\chi ,B)}. 여기서 {\displaystyle B}는 {\displaystyle (d-2)}차 미분 형식인 보손이며, {\displaystyle \chi } 역시 {\displaystyle (d-2)}차 미분 형식인 페르미온이다. 이 경우 {\displaystyle Q\chi =B}이다.
- 유령 초장 {\displaystyle ({\bar {\phi }},\eta )}. {\displaystyle Q{\bar {\phi }}=\eta }이며 {\displaystyle Q\eta =[{\bar {\phi }},\phi ]}이다.

이에 따라, 작용은 다음과 같다.:§4.1
{\displaystyle S=Q\int (\chi F+{\bar {\phi }}d*\psi )=\int \left(BF+(-1)^{d}\chi d\psi +\eta d*\psi +{\bar {\phi }}[\psi ,*\psi ]-{\bar {\phi }}d*d\phi \right)}
초대칭이 없는 경우와 마찬가지로, 이 경우 이론은 {\displaystyle M} 위의 {\displaystyle G}-평탄 주접속들의 모듈라이 공간의 특성을 계산한다.
만약 시공간이 3차원일 경우 ({\displaystyle d=3}), 이 이론은 추가로 {\displaystyle {\mathcal {N}}_{T}=2} 위상 초대칭을 갖는다.:§4.1:238 즉, 두 개의 스칼라 초전하(BRST 연산자)를 가지며, 이 둘을 섞는 SU(2) R대칭이 존재하며, 이 아래 {\displaystyle (\chi ,\psi )}는 SU(2)의 2차원 기본 표현을 따른다. 이 이론은 3차원 {\displaystyle {\mathcal {N}}=4} 게이지 이론의 A-뒤틂과 같으며, 이는 도널드슨 이론을 3차원으로 축소화한 것과 같다.:§4.3

## 같이 보기
- 스핀 거품